# The Big Bopper
Jiles Perry Richardson, Jr., mer känd som The Big Bopper, född 24 oktober 1930 i Sabine Pass i Port Arthur, Texas, död 3 februari 1959 i en flygolycka över Clear Lake, Cerro Gordo County, Iowa, var en amerikansk sångare. 
Han var med på en spelning den 2 februari 1959 tillsammans med två andra framgångsrika rocksångare: Ritchie Valens och Buddy Holly. Deras buss hade gått sönder när de skulle åka hem, så Holly ordnade ett privatflyg. Flyget havererade under färden den 3 februari och Valens, Holly och The Big Bopper omkom. Don McLeans låt från 1971, "American Pie" har många referenser till denna dag, bland annat frasen "The Day the Music Died" (Dagen då musiken dog).
The Big Boppers enda stora hit var "Chantilly Lace" som nådde plats 8 på Billboardlistan. Han sjöng också in till exempel "Little Red Riding Hood" och "Big Bopper's Wedding". Dessutom skrev han "Running Bear" som blev en stor hit för Johnny Preston och Sonny James. Dessutom skrev The Big Bopper låten "White Lightning" som spelades in av George Jones och blev Jones första #1 country hit. ("White Lightning" spelades också in och utgavs med bland annat Waylon Jennings som var turnerande basist för Buddy Holly, men undkom flygolyckan den 3 februari 1959 genom att Jennings erbjudit den influensasjuke Big Bopper sin plats i planet. Glen Campbell spelade in "White Lightning" 1969 till albumet Glen Campbell Live. Låten finns också med på Shakin' Stevens album Rockin' and Shakin' från 1972 och Hank Williams Jr.s album Whiskey Bent and Hell Bound från 1979.